# Palócföld (folyóirat)

A Palócföld Petőfi-számának első borítója (tervezte: Bonyhádi Károly, 2023)

A Palócföld 1954-ben alapított magyar irodalmi, művészeti, közéleti folyóirat. Fenntartója a Nógrád megyei Önkormányzat Közgyűlése, a Nógrád Megyei Kormányhivatal, később Salgótarján Megyei Jogú Város Önkormányzata. Kiadja a Balassi Bálint Könyvtár (Salgótarján), megjelenését sok éven át támogatta a Nemzeti Kulturális Alap, illetve több alkalommal a Magyar Művészeti Akadémia. Megjelenési gyakorisága az évek során változó volt, 1973-tól kéthavonta jelent meg, 2016-tól negyedévente, 2023-tól félévente (dupla terjedelemben) jelenik meg. Székhelye Salgótarjánban van, ISSN 0555-8867.

## A folyóiratról
A lap kortárs irodalmi alkotásoknak, recenzióknak, képzőművészeknek ad bemutatkozási lehetőséget, valamint a tájegységgel foglalkozó helytörténeti, irodalmi, néprajzi, művészeti írásokat közöl.
1954-ben, 1956-ban és 1960-64 közt évente jelent meg irodalmi antológiaként. 1965-66-ban félévente, 1967-72 közt negyedévente, 1973-tól kéthavonta jelent meg folyóiratként. 
2008 márciusában tartalmilag és küllemében is megújult az akkor 54 éves folyóirat. Attól kezdve állandó rovatszerkezettel jelentkezett: a "Kávéházi szegleten..." című blokk verseket, a Próza és vidéke prózát, a Kutatóterület irodalmi, társadalomtudományi tanulmányokat közölt. A Kép-tér művészeti tárgyú írásokat, a Találkozási pontok irodalmi, művészeti, közéleti beszélgetéseket tartalmazott, az Ami marad cím alatt kritikák szerepeltek. A folyóirat és Nógrád Megye Önkormányzata kétévente hirdette meg a Madách-pályázatot (tanulmány, esszé, interjú, riport, szociográfia) és a Mikszáth-pályázatot (szépirodalom).
2016-ban új szerkesztőség vette át a folyóiratot. Azóta újból csak negyedévente jelenik meg, de korábbi irányultságát, a „történelmi Nógrádban gondolkodást“ megtartotta. „Mindegyik lapszámban van olyan szerző, vagy műalkotás, vagy akár egy recenzió egy olyan könyvről, amely a Felvidékhez kötődik… A Palócföld kitekint a Felvidékre is.“ – mondta később Gréczi-Zsoldos Enikő főszerkesztő. A lap nyomtatott formában jelenik meg.
2023-tól Fűzfa Balázs főszerkesztő és Süth Gabriella szerkesztő vette át a lap irányítását. Jelenleg évente két dupla szám jelenik meg az Ünnepi Könyvhét, illetve az Országos Könyvtári Napok alkalmából. E dupla számok általában tematikus szerkezetet követnek, különös tekintettel a palóc vidék irodalmi-művészeti életére és történelmi értékeire. Az utóbbi évekből kiemelendő a Madách-, illetve a Petőfi-szám – előbbi Praznovszky Mihály, utóbbi Fűzfa Balázs és Süth Gabriella szerkesztésében –, amelyek 200. évforduló alkalmából adnak számot a költő életművéről és kultuszáról.

## Szerkesztőség
Egy időben főszerkesztője volt Baranyi Ferenc, Praznovszky Mihály, valamint 1977-től szerkesztője, 1989-től hosszú ideig főszerkesztője Pál József író, költő (1950–2011), aki Laczkó Pál néven is publikált prózát.
További szerkesztői:
- 2008–2016 között: főszerkesztő Mizser Attila, szerkesztő Nagy Csilla
- 2016–2022: főszerkesztő Gréczi-Zsoldos Enikő, szerkesztő Szávai Attila (2016–2019)
- 2023-tól főszerkesztő: Fűzfa Balázs, szerkesztő Süth Gabriella

### Főmunkatársak
- Nagy Pál (Párizs)
- Tőzsér Árpád (Pozsony)

### Munkatársak
- Baráthi Ottó (Salgótarján)
- Bonyhádi Károly (borítótervezés, Szombathely)
- Csongrády Béla (Salgótarján)
- Handó Péter (Sóshartyán)
- Lőcsei Péter (Kőszeg)
- Mohai V. Lajos (Budapest)
- Orbán György (Salgótarján)
- Praznovszky Mihály (Nemesvámos)
- Praznovszky Miklós (Salgótarján)

## Palócföld Könyvek
A Palócföld Könyvek sorozat a folyóirathoz kapcsolódóan jelent meg szintén Salgótarjánban.
1984
- Praznovszky Mihály: Madách és Nógrád a reformkorban.

1986
- Lancelot nélkül. Emlékkönyv Gerelyes Endre nélkül.

2008
- Handó Péter: Alvó konfliktusok mezején. Interkulturális kapcsolatok Sóshartyánban.
- Nagy Csilla: Magánterület (Kritikák, recenziók, tanulmányok).

2009
- Kupcsulik Ágnes: fénycsapda (vers).
- Szávai Attila: Optikai tuning (próza).
- Zsibói Gergely: Napborulás (próza).

2010
- Mizser Attila (szerk.): "Ezek a kedves kis portékák..." Rezonanciák Mikszáthra (Ficsku Pál, Garaczi László, Grecsó Krisztián, Jenei László, Kiss Judit Ágnes, Kőrössi P. József, Parti Nagy Lajos, N. Tóth Anikó, Tóth Krisztina).